# 진용욱
진용욱(1975년 5월 30일 ~ )은 대한민국의 배우이다.

## 학력
- 명지대학교 연극영화학과

## 출연작

### 영화
- 《탈주》 (2024년) - 중대장 역
- 《도그데이즈》 (2024년) - 김 기사 역
- 《신세계로부터》 (2023년) - 진수 역
- 《바람이 지나간 자리》 (2020년) - 김숙자B 첫째 아들 역 (우정출연)
- 《젊은이의 양지》 (2020년) - 재훈 역
- 《스윙키즈》 (2018년) - 조리장 역
- 《명당》 (2018년) - 농민 2 역
- 《속닥속닥》 (2018년) - 담임선생님 역
- 《파란 입이 달린 얼굴》 (2018년) - 영준 역
- 《프레스》 (2017년) - 영일 역
- 《작은형》 (2016년) - 조동근 역
- 《터널》 (2016년) - 건설 관계자 A 역
- 《인천상륙작전》 (2016년) - 조인국 역
- 《그놈이다》 (2015년) - 동료형사 역
- 《탐정: 더 비기닝》 (2015년) - 포차주인 역
- 《마돈나》 (2015년) - 종대 역
- 《비치하트애솔》 (2015년) - 오토바이 가게 사장 역
- 《내 심장을 쏴라》 (2015년) - 거시기 역
- 《동창생》 (2013년) - 제빵사 역
- 《미스체인지》 (2013년) - 사무장 역
- 《분노의 윤리학》 (2013년) - 문 형사 역
- 《점쟁이들》 (2012년) - 부산양산지국 편집장 역
- 《피에타》 (2012년) - 휠체어남 역
- 《바람과 함께 사라지다》 (2012년) - 경강민 역
- 《무서운 이야기》 (2012년) - seg. 공포 비행기 - 오형사 역
- 《미쓰GO》 (2012년) - 사파 부하 1 역
- 《하울링》 (2012년) - 노숙자 역
- 《무산일기》 (2011년) - 경철 역
- 《포화 속으로》 (2010년) - 순경 역
- 《처음 만난 사람들》 (2009년) - 원석 역
- 《로니를 찾아서》 (2009년) - 친구사범 역
- 《가벼운 잠》 (2008년) - 상가 직원 역
- 《멋진 하루》 (2008년) - 경마장 비상구 남자 역
- 《당신이 잠든 사이에》 (2008년) - 기철 역
- 《크로싱》 (2008년) - 공장 노동자 3 역
- 《흑심모녀》 (2008년) - 형사 2 역
- 《6년째 연애중》 (2008년) - 추돌남 역
- 《세븐 데이즈》 (2007년) - 은영 납치사건 담당 형사 1 역
- 《바르게 살자》 (2007년) - 은행강도 1 역
- 《황진이》 (2007년) - 매질꾼 1 역
- 《수》 (2007년) - 구양원 부하 역
- 《아주 특별한 손님》 (2006년) - 이성욱 역
- 《구타유발자들》 (2006년) - 견인차 기사 역
- 《흡혈형사 나도열》 (2006년) - 남동철 역
- 《가발》 (2005년) - 형사 역
- 《내 머리 속의 지우개》 (2004년) - 노가다 1 역
- 《동해물과 백두산이》 (2003년) - 북한군 역
- 《딜루전》 (2002년) - 철수 역

### 드라마
- 《보이스 4》 (tvN, 2021년) - 소낭촌돌가족마을 신도 역
- 《사랑의 불시착》 (tvN, 2019년)
- 《동백꽃 필 무렵》 (2019년, KBS2) - 최종록 역
- 《킬잇》 (2019년, OCN)
- 《드라마 스테이지 - 밀어서 감옥 해제》 (2018년, tvN)
- 《터널》 (2017년, OCN) - 이대환 역
- 《마스터 - 국수의 신》 (2016년, KBS2)
- 《실종느와르 M》 (2015년, OCN) - 형사 역
- 《프로듀사》 (2015년, KBS2)
- 《KBS 드라마 스페셜 - 끈질긴 기쁨》 (2013년, KBS2)
- 《불의 여신 정이》 (2013년, MBC)
- 《KBS 드라마 스페셜 - 태권, 도를 아십니까》 (2012년, KBS2) - 학생주임 역
- 《뱀파이어 검사》 (2011년, OCN) - 김인태 역
- 《KBS 드라마 스페셜 연작 시리즈 - 특별수사대 MSS》 (2011년, KBS2)
- 《KBS 드라마 스페셜 - 빨강 사탕》 (2010년, KBS2) - 직원 3 역
- 《명가》 (2010년, KBS1)
- 《피아노가 있는 풍경》 (2006년, MBC 드라마넷)
- 《순풍산부인과》 (1998년, SBS)
- 《공룡선생》 (1993년, SBS)